# Pawel Andrejewitsch Fedotow

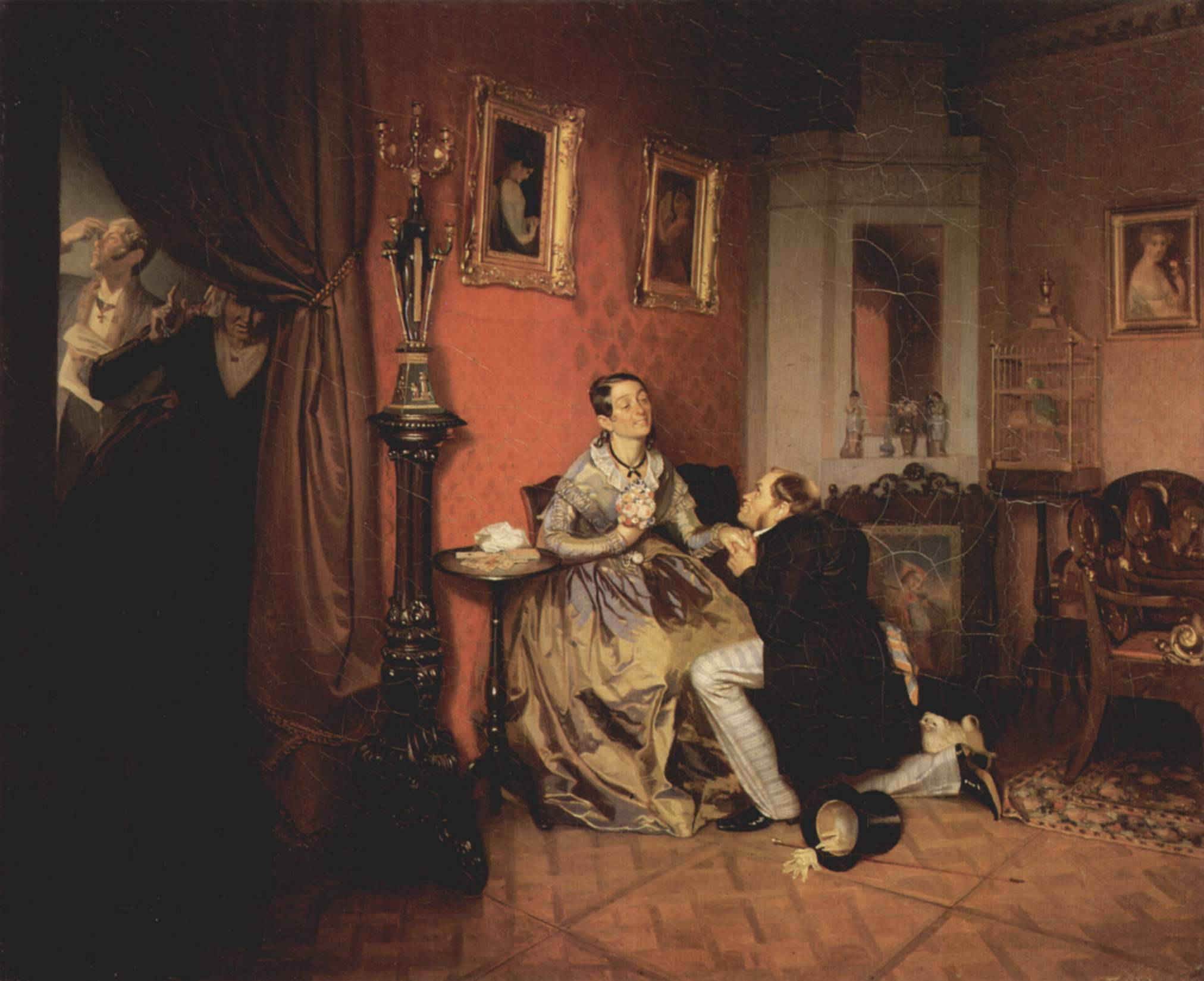
Die launische Braut, 1847

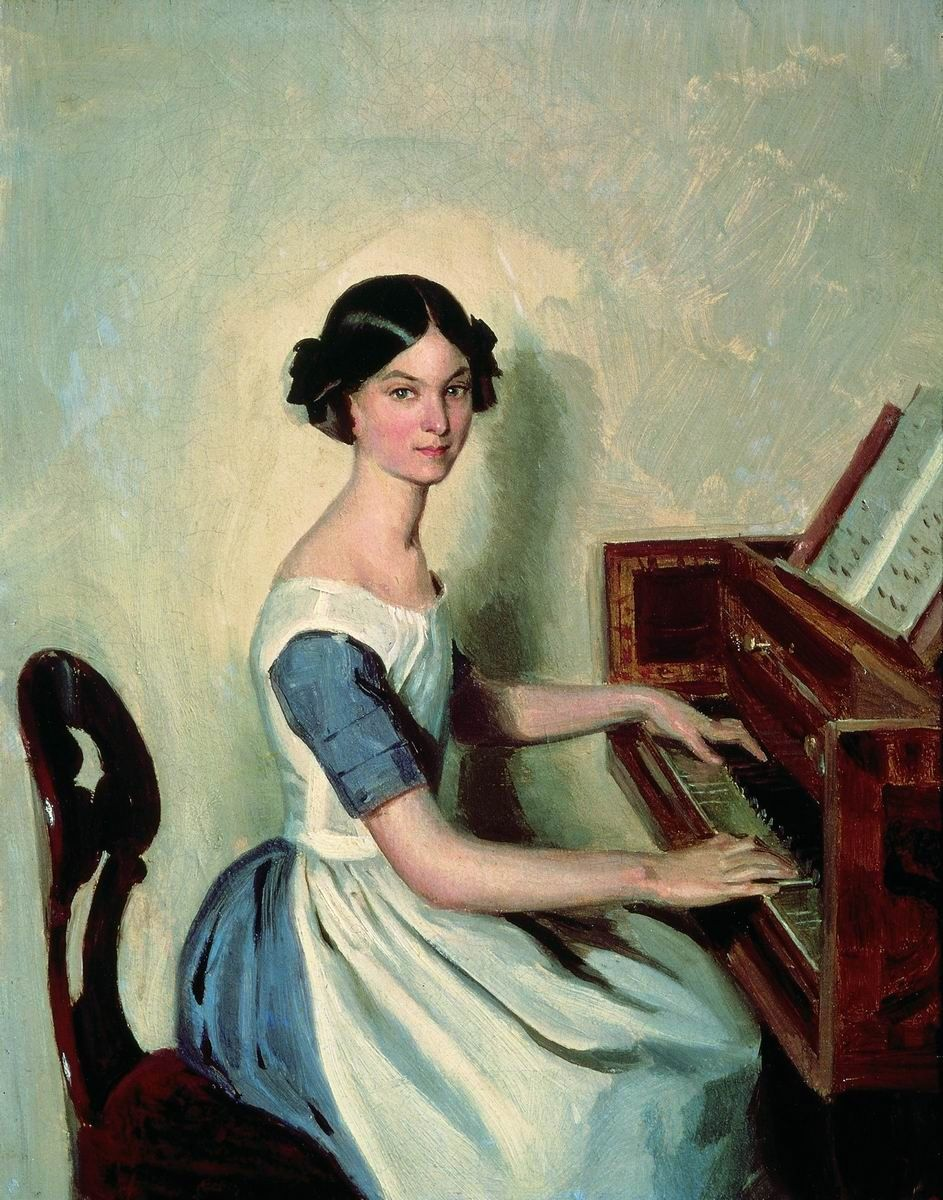
Die Klavierspielerin

Pawel Andrejewitsch Fedotow (russisch Павел Андреевич Федотов; * 22. Junijul. / 4. Juli 1815greg. in Moskau; † 14.jul. / 26. November 1852greg. in Sankt Petersburg) war ein russischer Maler. Er gilt als der Begründer des kritischen Realismus in der russischen Kunst.

## Leben und Werk
Fedotow wuchs in Moskau auf und schlug zunächst die Offizierslaufbahn ein. Nachdem er 1833 das Erste Moskauer Kadettenkorps durchlaufen hatte, diente er bis 1844 als Fähnrich der Leibgarde des Finnischen Regiments in Sankt Petersburg. Ab 1834 besuchte er die Abendklasse der dortigen Akademie der Künste und ließ sich von den Professoren Karl P. Brjullow und Alexander I. Sauerweid beraten; eine systematische Kunstausbildung besaß er nicht. Seine ersten Arbeiten waren Bleistift- und Aquarellportraits von Regimentskameraden und Szenen des Feld- und Lagerlebens. 
Ab 1844 widmete sich Fedotow ganz der Kunst. In seiner reiferen Phase in den 1840er Jahren entstanden seine Ölgemälde, mit denen er einem breiteren Publikum bekannt wurde. „Meine Arbeit im Atelier“, sagte Fedotow selbst, „ist nur ein Zehntel: Meine Hauptarbeit ist auf den Straßen und in fremden Häusern. Ich studiere das Leben, ich arbeite, indem ich mit beiden Augen schaue.“
Fedotow verfügte neben seiner malerischen auch über eine dichterische Begabung. Zu einigen seiner Bilder dichtete er Kommentare in Versform. 1848 erhielt Fedotow den Titel eines Mitglieds der Akademie der Künste. Er nahm an den Ausstellungen der Akademie, der Schule für Malerei, Bildhauerei und Architektur sowie der Galerie A. F. Rastoptschins in Moskau teil.
Erst durch seine Teilnahme an der sozialkritischen Bewegung der Petraschewzen geriet Fedotow in Konflikt mit der Zensur und lebte bis zu seinem Tod in ärmlichen Verhältnissen. Sein Spätwerk ist dementsprechend düster und darüber hinaus geprägt von einer psychischen Krankheit. Mit 37 Jahren starb er in einer psychiatrischen Heilanstalt.

## Werke in Museen
Arbeiten von Fedotow sind u. a. in der Moskauer Tretjakow-Galerie (z. B. „Der frischgebackene Ordensträger“, 1846, „Die Brautwerbung eines Majors“, um 1851, oder „Junge Witwe“, 1851) und im St. Petersburger Russischen Museum (z. B. „Bildnis der Kinder Scherbins“, 1851, oder „Wintertag. 20. Linie der Wassili-Insel“, um 1851), ausgestellt.